# Mighty Nein (сериал)
Mighty Nein — это предстоящий американский анимационный сериал для взрослых производства компании Metapigeon и студии анимации Titmouse на стриминговой платформе Prime Video. Экранизация второй кампании настольно-ролевого веб-сериала Critical Role.

## Сюжет
Предварительный пресс-релиз Amazon Studios описывает Mighty Nein как историю о приключениях «группы пройдох и неудачников, которая одна лишь только способна не дать империи скатиться в хаос, когда не в те руки попадает артефакт, способный менять реальность» .

## Актёрский состав
- Трэвис Уиллингхэм — Форд, полуорк-колдун/паладин
- Мариша Рэй — Борегар «Бо» Лайонетт, человек-монахиня
- Сэм Ригел — Нотт, Отважная, гоблинша/полурослик-плутовка
- Лора Бэйли — Джестер Лаворр, тифлингша-жрица
- Лиам О’Брайен — Калеб Видогаст, человек-волшебник
- Эшли Джонсон — Яша Найдорин, аасимарша-варварша
- Талесин Джаффе — Моллимок «Молли» Тилиф, тифлинг-кровавый охотник
- Марк Стронг
- Алан Камминг
- Тим Макгро
- Аника Нони Роуз
- Минг-На Вен
- Аулии Кравальо
- Рахул Коли
- Робби Дэймонд
- Джонатан Фрейкс

## Производство
В январе 2023 года было впервые объявлено о производстве сериала; были также названы имена исполнительных продюсеров проекта.
В июне 2024 каст шоу Critical Role поделился информацией о том, что работа над озвучкой первого сезона сериала в самом разгаре. В июле 2024 года были показаны первые материалы по сериалу — раскадровка сцены с Фордом и Джестер. 
В августе 2024 года стало известно, что сериал уже предварительно был одобрен на второй сезон. 
В июле 2025 года на San Diego Comic-Con 2025 была объявлена дата премьеры сериала и обнародован первый тизер и актёрский состав. 